# ゆのみのYou kNow Me!!!
『ゆのみのYou kNow Me!!!』（ゆのみのユーノーミー!!!）は、2015年10月11日から文化放送 超!A&G+で放送されていたラジオ番組。

## 概要
ラジオを『雑誌』に見立て、「読者」であるリスナーが投稿し、パーソナリティが「編集」を手掛ける"新感覚マガジン風ラジオ"となっており、前番組『はみらじ!!』の番組コンセプトを受け継いでいる。

## 放送時間
超!A&G+（本放送）
2015年10月11日 - 2017年4月2日
- 毎週日曜日 21:00 - 21:30

ニコニコ動画 ゆのみのYou kNow Me!!!チャンネル（アーカイブ配信）
2016年12月7日 - 2017年4月5日
- 毎週水曜日 0:00から翌火曜日 23:59まで1週間無料配信（有料会員は1週間後も視聴可能）
- 有料会員は同時配信の おまけ放送を視聴可能

## パーソナリティ
- 大坪由佳（愛称：ゆかてぃー）
- 山本希望（愛称：のぞてぃー）
- 荒川美穂（愛称：みほてぃー）

パーソナリティ3人によるユニット名は、各愛称の頭文字を取って『ゆのみ』と呼ばれている。

## コーナー
ゆのみ編集ミーティング！
世の様々な雑誌について討論するコーナー。
読者投稿ページ
ふつおたコーナー。
『今月の巻頭特集』！
月ごとに決められたテーマについてのメールを募集して紹介するコーナー。
ゴシップ You kNow Me!
テーマ別の「嘘のようなゆのみ3人の目撃情報」をリスナーが推測して投稿するコーナー。
ひ・み・つ・の、袋とじ
パーソナリティ3人がテーマを伏せてトークを展開していくコーナー。トーク終了後にテーマ（ネタバレ）を公表する。
インタビュークイズ Who are you?
インタビュー形式で少しずつヒントを獲得し、インタビュー対象者が誰なのかを推理して回答するコーナー。
エア心理テスト ウソコロジカル
実際には無いが本物のような心理テストをリスナーから募集して紹介するコーナー。
JK流行語大賞
女子高生の間で流行らせたいオリジナルの流行語をリスナーから募集して紹介するコーナー。
君に捧げるグラビアポエム
世の中のありとあらゆるモノを、男性誌グラビア独特の綴りのようなポエムで表現するコーナー。
クロスワードクイズ ツナガール
クロスワードクイズをモチーフにしたコーナー。指定の番号の文字を繋げるとお題のワードが完成するように質問に答えていく。
今週の付録
番組末尾の小芝居コーナー。このコーナーでパーソナリティそれぞれにやって欲しいことはリスナーから募集する。

## ゲスト
- 第9回 - 三宅麻理恵

## イベント
マリコレライブ 2016
- 開催日：2016年2月14日
- 会場：豊洲PIT
- マリン・エンタテインメント制作7番組による合同ライブイベント[2]。

## 関連商品

### グッズ
ゆのみのYou kNow Me!!!の湯呑
- 2016年2月14日に開催された『マリコレライブ 2016』で物販販売された。
- ゆのみの歌唱曲「You kNow Me!!!」の歌詞群がデザインされた湯呑。

### CD
キミガール
- 2017年3月8日発売されたCD。楽曲3曲、カラオケバージョン各3曲、「キミガール」「雨音に包まれて」のパーソナリティ3人によるソロバージョン6曲の合計12曲収録。通常盤と豪華盤の2種類。

「キミガール」
作詞 - うらん / 作曲・編曲 - 西岡和哉 / 歌 - ゆのみ
- 番組オープニング曲として使用。
- ライブイベント『マリコレライブ 2016』にて曲披露。

「You kNow Me!!!」
作詞 - MCのじょ a.k.a.HOPE / 作曲・編曲 - 西岡和哉 / 歌 - ゆのみ
- ラップのリリックなどの作詞全般を担当した「MCのじょ a.k.a.HOPE」は、山本希望のMC名。
- YouTube マリン・エンタテインメント公式チャンネルにて曲公開。
- ライブイベント『マリコレライブ 2016』にて曲披露。

「雨音に包まれて」
作詞 - うらん / 作曲・編曲 - 西岡和哉 / 歌 - ゆのみ
- 番組エンディング曲として使用。